# Баре (коммуна)
Баре (фр. Baré) — коммуна на западе Камеруна, в составе департамента Мунго Прибрежного региона. 

## География
Занимает территорию района Баре-Бакем, в котором в 2005 году проживало 16 485 человек. Расположена недалеко от центра департамента, города Нконгсамба. 

## Состав коммуны
Кроме собственно поселения Баре, на территории коммуны находятся следующие населённые пункты:
- Барехок

- Байон

- Эбу

- Эбуку

- Эком-Нкам

- Манджибо

- Мбангла

- Мбарембенг

- Мбие

- Мбуэ

- Мелонг 2

- Моунко

- Мпака

- Ндом

- Ндоуембот

- Ндоунке

- Нкония Нконьяма

- Нконьяке

- Нкониамбот

- Нтантонг

- Саундоп